# Dakin Matthews
Melvin Richard 'Dakin' Matthews (Oakland (Californië), 7 november 1940) is een Amerikaans acteur, toneelacteur, toneelschrijver en toneelregisseur. 

## Biografie
Matthews wilde eerst priester worden en studeerde af aan de Pauselijke Universiteit Gregoriana in Rome. Maar door zijn blijvende interesse in het acteren besloot hij te gaan studeren aan de Juilliard School in New York, naast het studeren gaf hij ook les in het acteren. Hierna studeerde hij en gaf les aan de American Conservatory Theater in San Francisco. Op deze instellingen heeft hij les gegeven aan onder andere Kevin Kline, Patti LuPone en Annette Bening. Naast het acteren is hij ook actief als professor Engels aan de California State University - East Bay in Hayward (Californië). 
Matthews begon in 1965 met acteren in het theater in het San Francisco Bay Area. Hij is ook actief op Broadway, in 2001 maakte hij zijn debuut in het toneelstuk QED. Hierna speelde hij nog diverse rollen in toneelstukken en musicals op Broadway als off-Broadway. Naast het acteren in het theater is hij hierin ook actief als toneelschrijver en toneelregisseur. 
Matthews begon in 1985 met acteren voor televisie in de televisieserie Remington Steele, waarna hij in nog meer dan 150 televisieseries en films speelde. Zo speelde hij in onder andere My Two Dads (1987-1989), Drexell's Class (1991-1992), Soul Man (1997-1998), Gilmore Girls (2000-2007), The King of Queens (2001-2007), General Hospital (2010) en Desperate Housewives (2005-2012). 

## Filmografie

### Films
Selectie:
- 2015 Bridge of Spies - als rechter Byers
- 2012 Lincoln - als John Usher
- 2011 The Eagle - als senator Claudius
- 2010 True Grit - als kolonel Stonehill
- 2003 The Fighting Temptations - als mr. Fairchild
- 2000 Thirteen Days - als Arthur Lundahl
- 2000 An Extremely Goofy Movie - als rechter (stem)
- 1998 The Siege - als senator Wright
- 1997 Flubber - als minister
- 1997 Bean: The Ultimate Disaster Movie - als Tucker
- 1993 And the Band Played On - als congreslid Phil Burton
- 1991 Child's Play 3 - als kolonel Cochrane
- 1989 The Fabulous Baker Boys - als Charlie
- 1988 Funny Farm - als Marion Corey jr.

### Televisieseries
Selectie:
- 2023 The Gilded Age - als Joshua Winterton - 4 afl.
- 2016 BrainDead - als Bob Isenstadt - 3 afl.
- 2012-2014 The Big Bang Theory - als Kerstman - 2 afl.
- 2013 Devious Maids - als Alfred Pettigrove - 2 afl.
- 2005-2012 Desperate Housewives - als eerwaarde Sikes - 9 afl.
- 2010 True Blood - als dr. Robideaux - 2 afl.
- 2010 General Hospital - als rechter Peter Carroll - 28 afl.
- 2001-2007 The King of Queens - als Joe Heffernan - 13 afl.
- 2000-2007 Gilmore Girls - als Hanlin Charleston - 10 afl.
- 2005-2006 Huff - als Jim Sullivan - 3 afl.
- 2004-2005 Jack & Bobby - als Merle Horstradt - 7 afl.
- 2004 NYPD Blue - als Simon Clifton - 3 afl.
- 2000 The Practice - als rechter William Aldrich - 3 afl.
- 1997-1998 Soul Man - als bisschop Peter Jerome - 25 afl.
- 1995-1996 The Jeff Foxworthy Show - als Elliot - 10 afl.
- 1995 The Office - als Frank Gerard - 6 afl.
- 1992-1993 L.A. Law - als Stephen Hygate - 4 afl.
- 1993 Cutters - als Harry Polachek - 5 afl.
- 1991-1992 Drexell's Class - als Roscoe Davis - 18 afl.
- 1989-1991 Doctor Doctor - als dr. Harold Stratford - 5 afl.
- 1990-1991 Down Home - als Walt McCrorey - 19 afl.
- 1988 My Two Dads - als Herb Kelcher - 5 afl.

## TheaterwerkBroadway

### Acteur
- 2023 Camelot - als Merlyn / Pellinore - musical
- 2021 Waitress - als Joe - musical
- 2018-2022 To Kill a Mockingbird - als rechter Taylor - toneelstuk
- 2018 The Iceman Cometh - als Piet Wetjoen - toneelstuk
- 2016-2020 Waitress - als Joe - musical (understudy)
- 2015 The Audience - als Winston Churchill - toneelstuk
- 2014 Rocky - als Mickey - musical
- 2012 Gore Vidal's The Best Man - als senator Clyde Carlin - toneelstuk
- 2008 A Man for All Seasons - als kardinaal Wolsey - toneelstuk
- 2003-2004 Hendrik IV - als Warwick / Owen - toneelstuk
- 2001-2002 QED - als stem - toneelstuk

### Toneelschrijver
- 2013-2014 Macbeth - toneelstuk
- 2005 Julius Caesar - toneelstuk
- 2003-2004 Hendrik IV - toneelstuk

- Gemeinsame Normdatei: 116298323X
- International Standard Name Identifier: 0000 0000 4402 2042
- Library of Congress Control Number: n95068259
- MusicBrainz: 4284189b-88e5-49d6-b534-62d73dc44629
- Virtual International Authority File: 48476765
- WorldCat: E39PBJhd6H7WghmkDg6tMqHV4q